# Parti des droits civiques
Le Parti des droits civiques (en tchèque : Strana Práv Občanů, abrégé en SPO), également appelé à ses débuts Parti des droits civiques – les Zemaniens (SPOZ), est un parti politique tchèque.
Il est fondé en 2009 par Miloš Zeman, ancien président du gouvernement d'obédience social-démocrate. Il n'obtient pas de scores nationaux significatifs en dehors de ceux de Miloš Zeman, qui est élu président de la République en 2013 et 2018.

## Historique
Lors de sa création, le parti est appelé « Parti des droits civiques » (SPO) ou « Parti des droits civiques – les Zemaniens » (SPO – Zemanovci ou SPOZ). Après son congrès de mars 2014, il abandonne sa référence à Miloš Zeman en adoptant la dénomination de Parti des droits civiques (SPO).

## Dirigeants

### Présidents
- 6 mars – 29 mai 2010 : Miloš Zeman
- 29 mai 2010 – 13 novembre 2010 : Vladimir Hönig (intérim)
- 13 novembre 2010 – 23 mars 2013 : Vratislav Mynář
- 23 mars 2013 – 29 mars 2014 : Zdeněk Štengl
- 29 mars 2014 - 28 mars 2018 : Jan Veleba
- 28 mars 2018 - 7 mars 2020 : Lubomír Nečas
- depuis le 7 mars 2020 : Martin Šulc

### Président d'honneur
- depuis le 13 novembre 2010 : Miloš Zeman

## Résultats électoraux

### Présidence de la République
| Année | Candidat    | 1er tour  | 1er tour | 1er tour | 2d tour   | 2d tour | 2d tour |
| Année | Candidat    | Voix      | %        | Rang     | Voix      | %       | Rang    |
| ----- | ----------- | --------- | -------- | -------- | --------- | ------- | ------- |
| 2013  | Miloš Zeman | 1 245 848 | 24,21    | 1er      | 2 717 405 | 54,80   | 1er     |
| 2018  | Miloš Zeman | 1 985 547 | 38,56    | 1er      | 2 853 390 | 51,37   | 1er     |

### Chambre des députés
| Année | Voix             | %                | Sièges           | Rang             |
| ----- | ---------------- | ---------------- | ---------------- | ---------------- |
| 2010  | 226 527          | 4,33             | 0 / 200          | 7e               |
| 2013  | 75 113           | 1,51             | 0 / 200          | 11e              |
| 2017  | 18 556           | 0,36             | 0 / 200          | 14e              |
| 2021  | ne participe pas | ne participe pas | ne participe pas | ne participe pas |

### Sénat
| Année | 1er tour | 1er tour | 1er tour | 2d tour | 2d tour | 2d tour | Sièges |
| Année | Voix     | %        | Rang     | Voix    | %       | Rang    | Sièges |
| ----- | -------- | -------- | -------- | ------- | ------- | ------- | ------ |
| 2010  | 17 195   | 1,50     | 10e      | -       | -       | -       | 0 / 27 |
| 2012  | 10 894   | 1,24     | 8e       | -       | -       | -       | 0 / 27 |
| 2014  | 22 080   | 2,15     | 8e       | 11 971  | 2,53    | 7e      | 1 / 27 |
| 2016  | 4 568    | 0,52     | 24e      | -       | -       | -       | 0 / 27 |